# Charles Hémard de Denonville
Charles Hémard de Denonville (Denonville, 1493 - Amiens o Le Mans, 23 de agosto de 1540) fue un eclesiástico y diplomático francés. 

## Vida
Nacido en el seno de una familia de la nobleza reciente, fue secretario de los cardenales Philippe de Luxembourg y Adrien Gouffier de Boissy, canónigo del capítulo catedralicio de Coutances y del de Tours, protonotario apostólico, miembro del consejo de estado del rey Francisco I de Francia desde 1529 y obispo de Mâcon desde 1531.  
En 1533 fue enviado a Roma como embajador del reino de Francia ante la corte papal de Paulo III, quien en el consistorio de 1536 le creó cardenal del título de San Mateo.  De regreso en Francia en 1538, fue nombrado administrador apostólico de la diócesis de Amiens, que mantuvo hasta su muerte.  Fue también abad in commendam y prior de varios monasterios en Francia.  
Fallecido a los 47 años de edad en Amiens o Le Mans, fue sepultado en la catedral de Notre-Dame de Amiens.